# Valparaíso de Goiás
Valparaíso de Goiás es un municipio brasileño del estado de Goiás. Se localiza a una latitud de 16° 03' 57" Sur y a una longitud de 47° 58' 44" Oeste. Su población estimada en el 2006 era de 123.921 habitantes.
Se localiza en la región conurbana al Distrito Federal, a 30 kilómetros de Brasilia, la capital del país. Se lo puede separar en dos sectores: Valparaíso I y Valparaíso II (divididos por la carretera BR 040)
Con respecto a la economía, se destacan la fabricación de muebles, habiendo más de 100 pequeños productores.
- Datos: Q983480
- Multimedia: Valparaíso de Goiás / Q983480